# Diocesi di Manono
La diocesi di Manono (in latino: Dioecesis Manonensis) è una sede della Chiesa cattolica nella Repubblica Democratica del Congo suffraganea dell'arcidiocesi di Lubumbashi. Nel 2021 contava 219.714 battezzati su 1.180.791 abitanti. È retta dal vescovo Vincent de Paul Kwanga Njubu.

## Territorio
La diocesi comprende il territorio di Manono nella provincia del Tanganyika e il territorio di Malemba-Nkulu nella provincia dell'Alto Lomami, nella Repubblica Democratica del Congo.
Sede vescovile è la città di Manono, dove si trova la cattedrale di Santa Barbara.
Il territorio è suddiviso in 17 parrocchie.

## Storia
La diocesi è stata eretta il 24 aprile 1971 con la bolla Qui regno Christi di papa Paolo VI, ricavandone il territorio dalle diocesi di Baudouinville (oggi diocesi di Kalemie-Kirungu), di Kilwa (oggi diocesi di Kilwa-Kasenga) e di Kongolo.

## Cronotassi dei vescovi
Si omettono i periodi di sede vacante non superiori ai 2 anni o non storicamente accertati.
- Gérard Ngoy Kabwe † (6 maggio 1972 - 25 settembre 1989 dimesso)
- Nestor Ngoy Katahwa (25 settembre 1989 - 16 novembre 2000 nominato vescovo di Kolwezi)
  - Sede vacante (2000-2005)
- Vincent de Paul Kwanga Njubu, dal 18 marzo 2005

## Statistiche
La diocesi nel 2021 su una popolazione di 1.180.791 persone contava 219.714 battezzati, corrispondenti al 18,6% del totale.
| anno | popolazione | popolazione | popolazione | presbiteri | presbiteri | presbiteri | presbiteri                | diaconi | religiosi | religiosi | parrocchie |
| anno | battezzati  | totale      | %           | numero     | secolari   | regolari   | battezzati per presbitero | diaconi | uomini    | donne     | parrocchie |
| ---- | ----------- | ----------- | ----------- | ---------- | ---------- | ---------- | ------------------------- | ------- | --------- | --------- | ---------- |
| 1990 | 156.078     | 532.000     | 29,3        | 20         | 14         | 6          | 7.803                     |         | 8         | 8         | 16         |
| 1997 | 166.961     | 564.915     | 29,6        | 26         | 26         |            | 6.421                     |         |           | 6         | 14         |
| 2002 | 152.158     | 568.748     | 26,8        | 20         | 20         |            | 7.607                     |         |           | 1         | 15         |
| 2003 | 152.158     | 568.748     | 26,8        | 19         | 19         |            | 8.008                     |         |           | 1         | 15         |
| 2004 | 152.158     | 568.748     | 26,8        | 18         | 18         |            | 8.453                     |         |           | 1         | 15         |
| 2013 | 228.000     | 726.000     | 31,4        | 29         | 28         | 1          | 7.862                     |         | 1         | 3         | 16         |
| 2016 | 201.505     | 1.123.042   | 17,9        | 33         | 32         | 1          | 6.106                     |         | 1         | 4         | 16         |
| 2019 | 218.394     | 1.170.201   | 18,7        | 33         | 31         | 2          | 6.618                     |         | 2         | 5         | 17         |
| 2021 | 219.714     | 1.180.791   | 18,6        | 32         | 30         | 2          | 6.866                     |         | 2         | 6         | 17         |